# Leptogaster ungula
Leptogaster ungula là một loài ruồi trong họ Asilidae. Leptogaster ungula được Martin miêu tả năm 1964. Loài này phân bố ở vùng nhiệt đới châu Phi.